# 那母果河
那母果河，也作那么果河，又称鱼塘河，位于中国云南省东南部，是南溪河左岸支流，发源于文山壯族苗族自治州文山市西部薄竹山西麓，向南流为文山州和红河州的界河，至屏边苗族自治县白河乡三岔河南入南溪河。全长81.6公里，流域面积888平方公里，流域多年平均年径流量8.96亿立方米。干流落差2722米，水利资源理论蕴藏量33.94万千瓦，技术可开发量2900千瓦。沿河已建有二河沟、溜马滩与健康等多级水电站。